# Асеана Сіті

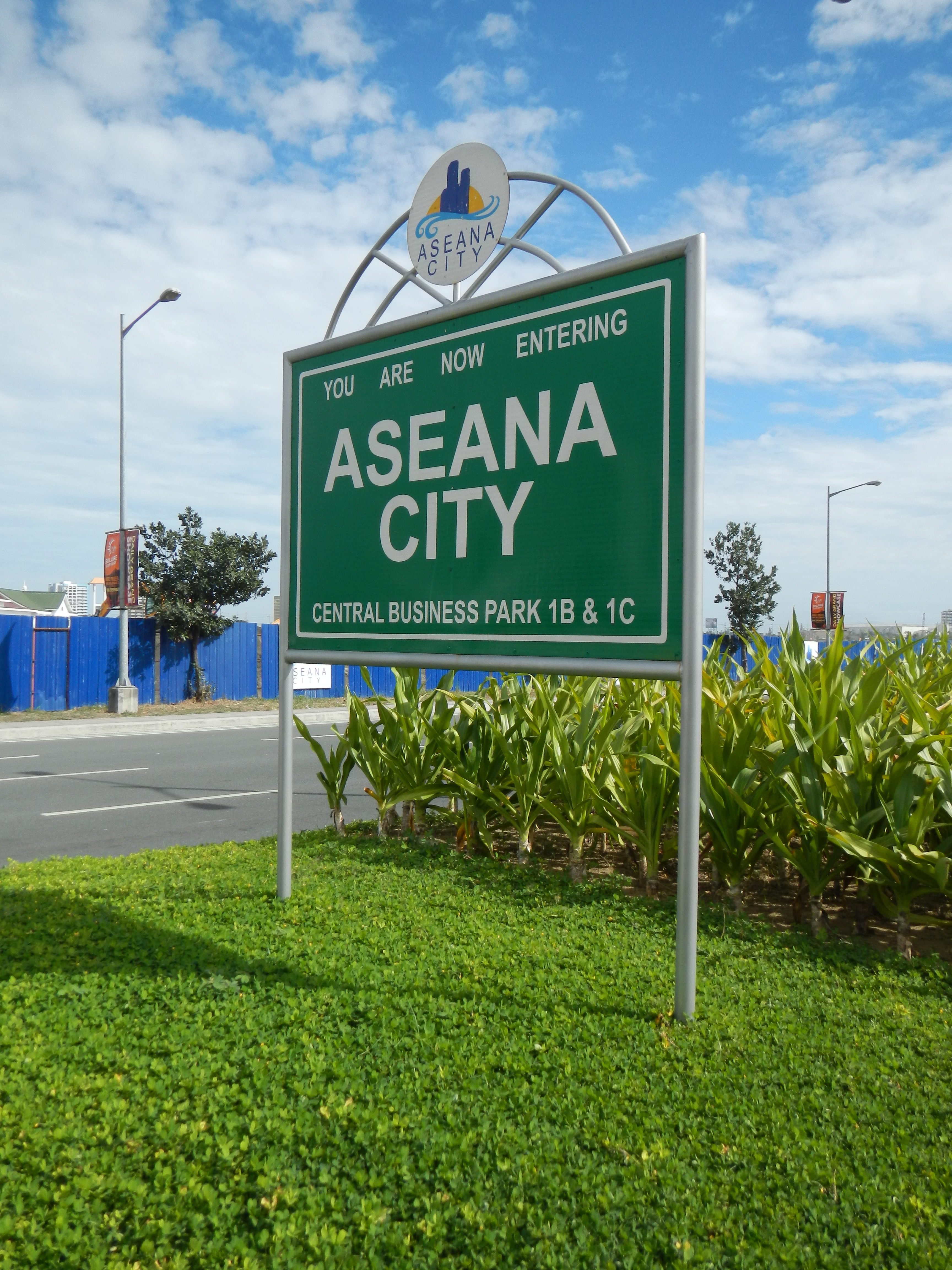
Вивіска

Асена Сіті (англ. Aseana City) — центральний діловий район багатофункціонального використання площею 204 га (500 акрів), розташований у місті Параньяке, Національний столичний регіон, Філіппіни. 

## Розвиток

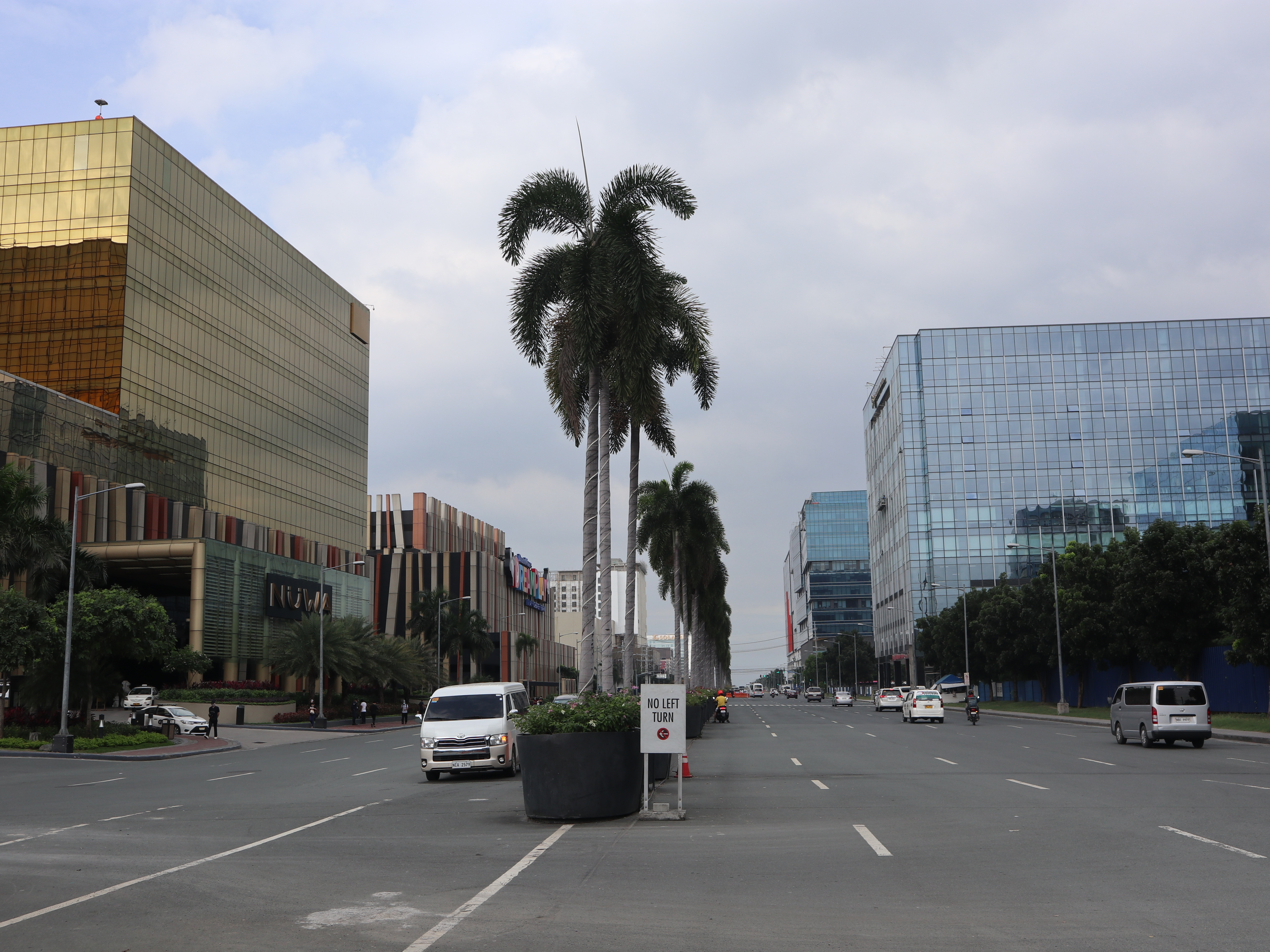
Проспект Асеана

Забудова займає 4 га (9,9 акрів) Нео-Китайського кварталу, офісні будівлі Aseana 1-3, Сінгапурська школа Маніли, Міжнародна школа Маніли та Паспортний центр Міністерства закордонних справ. City of Dreams Manila є один із комплексних курортів та казино Entertainment City, також розташований. 
Іншими місцями, розташованими в місті Асеана, є електростанція Асеана, площа Асеана та Церква Святого Івана Павла II.
| Прапор Філіппін | Це незавершена стаття про Філіппіни. Ви можете допомогти проєкту, виправивши або дописавши її. |